# Edgar Villamarín
Edgar Harry Villamarín Arguedas, né le 1er avril 1982 à Lima, est un footballeur péruvien qui jouait au poste de défenseur.

## Biographie

### Carrière en club
Formé au Sporting Cristal, Edgar Villamarín fait ses débuts en championnat du Pérou en 2004 avec l'Atlético Universidad d'Arequipa lors de la 1re journée du tournoi d'ouverture face à l'Alianza Lima : ses débuts sont difficiles, son équipe étant battue 2-0, il est expulsé à la 43e min de jeu. 
En 2008, il s'expatrie en Ukraine au Tchornomorets Odessa. L'année suivante, il revient au Pérou et s'enrôle à l'Universitario de Deportes. Il y est sacré champion du Pérou sous les ordres de Juan Reynoso. Cela ne l'empêche pas de rejoindre le rival honni de l'Universitario, l'Alianza Lima, où il évolue de 2010 à 2013.
En 2014, il signe au FBC Melgar et remporte son deuxième championnat personnel en 2015, encore une fois sous la houlette de Juan Reynoso. Après un passage par l'Alianza Atlético, il met fin à sa carrière en 2019 au sein de l'Universidad César Vallejo.
Villamarín dispute deux compétitions internationales en club puisqu'il a l'occasion de jouer 21 matchs de Copa Libertadores avec trois clubs différents (Cienciano del Cusco en 2007; Alianza Lima en 2010, 2011 et 2012; FBC Melgar en 2016 et 2017) en plus de disputer deux matchs de Copa Sudamericana en 2015 avec le FBC Melgar,.

### Carrière en équipe nationale
International péruvien de 2007 à 2009, Edgar Villamarín reçoit quatre sélections (aucun but marqué). Il participe notamment à la Copa América 2007 au Venezuela.

### Après-carrière
Resté dans le milieu du football, Edgar Villamarín devient manager sportif de son ancien club de joueur, le FBC Melgar, en 2021.

## Palmarès
| Universitario de Deportes - Championnat du Pérou (1) : - Champion : 2009. |  | FBC Melgar - Championnat du Pérou (1) : - Champion : 2015. - Torneo de Verano (1) : - Vainqueur : 2017. |  | Universidad César Vallejo - Championnat du Pérou D2 (1) : - Champion : 2018. |